# Cyril Rool
Cyril Rool (Pertuis, 15 aprile 1975) è un ex calciatore francese, di ruolo difensore.

## Caratteristiche tecniche
Può giocare anche a centrocampo, davanti alla difesa o sulla sinistra.
Ha un gioco agonistico e violento, che lo ha portato al negativo record di 25 cartellini rossi e 187 cartellini gialli nella sua carriera agonistica.

## Palmarès

### Club

#### Competizioni nazionali
- Coppa di Lega francese: 1

Lens: 1998-1999